# Nogometni klub Bonifika Izola
Nogometni klub Bonifika Izola  je bil slovenski nogometni klub iz Izole. Od nastanka leta 2004 pa do sezone 2007/2008 se je klub imenoval SC Bonifika, nato se je leta 2008 združil z nogometnim klubom Izola Argeta. Klub se v prihodnosti želi preimenovati v Nogometni klub Izola. Po sezoni 2008/009 je prenehal delovati.

## Klub

### Predsedniki
Od leta 2004 je predsednik kluba Miladin Ostojić. 

### Trenerji
|                   | \| Ime in priimek \| Obdobje \| \| ----------------- \| --------- \| \| Vlado Badžim \| 2004-2006 \| \| Samir Zulić \| 2006 \| \| Vladan Mladenović \| 2006-2007 \| \| Edi Pobega \| 2007 \| \| Alfred Jermaniš \| 2007-2008 \| \| Vladan Mladenović \| 2008 \| \| Stane Bevc \| 2008-2009 \| |
| Ime in priimek    | Obdobje |
| Vlado Badžim      | 2004-2006 |
| Samir Zulić       | 2006 |
| Vladan Mladenović | 2006-2007 |
| Edi Pobega        | 2007 |
| Alfred Jermaniš   | 2007-2008 |
| Vladan Mladenović | 2008 |
| Stane Bevc        | 2008-2009 |

### Stadion
Mestni stadion Izola se nahaja v Cankarjevem drevoredu, ki pelje proti centru Izole.
Ima dve tribuni, vzhodno in zahodno. Skupna kapaciteta stadiona znaša več kot 6.000 gledalcev. Vzhodna tribuna je bila prvič zgrajena leta 1976. Leta 1993, ko se je takratni izolski prvoligaš NK Izola uvrstil v Pokal UEFA (nasprotnik Benfica), je moral klub zaradi zahtev po nastopanju v evropskih pokalih kapaciteto tribun povečati in skupna številka je morala znašati vsaj 5.000. Tako je nastala zahodna tribuna, ki je bila zaradi finančnih bremen glavni razlog za razpad izolskega nogometa v tistem obdobju. Danes je delno prekrita s plastičnimi sedeži, nameščenimi po koncu sezone 2007/2008.
Sicer pa je bil stadion večkrat posodobljen. Prvič ob izgradnji nove tribune za nastope v evropskih pokalih, nato še nekajkrat. Vidnejši se je zgodil v sezoni 2007/2008 ob zamenjavi in dodanih novih PVC sedežih ter ureditev slačilnic in travnate površine.
V prihodnje je v načrtu postavitev sedežev na obeh tribunah (kapaciteta naj bi takrat znašala dobrih 5.000 gledalcev), postavitev reflektorjev, ureditev okolice stadiona ter (mogoče) pokritje zahodne tribune.

## Sezona 2008/2009
V sezoni 2008/2009 klub nastopa v drugi slovenski nogometni ligi.

### Ekipa
| Št. | Država    | Položaj | Igralec         |
| --- | --------- | ------- | --------------- |
|     | Slovenija | GK      | Anže Rupnik     |
|     | Slovenija | GK      | Boštjan Biščak  |
|     | Slovenija | DF      | Vasja Fantinič  |
|     | Slovenija | DF      | Luka Škrbina    |
|     | Slovenija | MF      | Luka Stopar     |
|     | Slovenija | MF      | Rok Brajič      |
|     | Slovenija | MF      | Boštjan Pepelko |
|     | Slovenija | MF      | Andrej Franetič |
|     | Slovenija | MF      | Marko Kocjančič |
|     | Slovenija | MF      | Sandi Ostojič   |

| Št. |           | Položaj | Igralec                   |
| --- | --------- | ------- | ------------------------- |
|     | Slovenija | MF      | Boštjan Božič             |
|     | Slovenija | MF      | Oliver Bogatinov          |
|     | Slovenija | MF      | Tine Kapun                |
|     | Slovenija | MF      | Miroslav Stampfer         |
|     | Srbija    | MF      | Miroslav Lečić            |
|     | Slovenija | FW      | Saša Jakomin              |
|     | Nigerija  | FW      | Nurudeen Abegbola Orelesi |
|     | Slovenija | FW      | Edvin Hadžimuratovič      |
|     | Slovenija | FW      | Matej Peroša              |
|     | Slovenija | FW      | Aleš Jakomin              |

### Rezultati
| Krog                | Ekipa                                  | Rezultat   | Št. gledalcev | Poročilo |
| ------------------- | -------------------------------------- | ---------- | ------------- | -------- |
| 1. krog             | Bonifika Izola : Zagorje               | 4:2        | 700           | poročilo |
| 2. krog             | Mura 05 : Bonifika Izola               | 2:1        | 700           | poročilo |
| 3. krog             | Bonifika Izola : MU Šentjur            | 6:1        | 450           | poročilo |
| 4. krog             | Bela krajina : Bonifika Izola          | 1:0        | 400           | poročilo |
| 5. krog             | Bonifika Izola : Krško                 | 5:1        | 400           | poročilo |
| 6. krog             | NK Olimpija Ljubljana : Bonifika Izola | 1:1        | 800           | poročilo |
| 7. krog             | Bonifika Izola : Triglav Gorenjska     | 2:2        | 350           | poročilo |
| 8. krog             | Aluminij : Bonifika Izola              | 4:2        | 150           | poročilo |
| 9. krog             | Bonifika Izola : Livar Iv. Gorica      | 0:1        | 200           | poročilo |
| 10. krog            | Zagorje : Bonifika Izola               | 0:3        | 200           | poročilo |
| 11. krog            | Bonifika Izola : Mura 05               | 0:0        | 250           |          |
| 12. krog            | MU Šentjur : Bonifika Izola            | 2:1        | 120           |          |
| 13. krog            | Bonifika Izola : Bela krajina          | 1:3        | 250           |          |
| 14. krog            | Krško : Bonifika Izola                 | 2:1        | 180           |          |
|                     |                                        |            |               |          |
| 15. krog            | Bonifika Izola: Olimpija Ljubljana     | 0:3 * b.b. | /             |          |
| 16. krog            | Triglav Gorenjska : Bonifika Izola     | 3:2        |               |          |
| 17. krog            | Bonifika :Aluminij                     | 2:0        | 100           |          |
| 18. krog            | Livar IV. Gorica : Bonifika            | 2:1        | 300           |          |
| 19. krog            | Mura 05 - Bonifika                     | * b.b.     | /             |          |
| 20. krog (11.04.09) |                                        |            |               |          |
| 21. krog (19.04.09) |                                        |            |               |          |
| 22. krog (26.04.09) |                                        |            |               |          |
| 23. krog (03.05.09) |                                        |            |               |          |
| 24. krog (10.05.09) |                                        |            |               |          |
| 25. krog (17.05.09) |                                        |            |               |          |
| 26. krog (20.05.09) |                                        |            |               |          |
| 27. krog (27.05.09) |                                        |            |               |          |

### Strelci Bonifika Izola
Strelci po 6. odigranem krogu:
| Strelec              | Golov |
| Bogatinov Oliver     | 6     |
| Pepelko Boštjan      | 3     |
| Hadžimuratovič Edvin | 3     |
| Ostojič Sandi        | 2     |
| Lečić Miroslav       | 2     |
| Škrbina Luka         | 2     |
| Jakomin Saša         | 1     |
| Kapun Tine           | 1     |
| Božič Marko          | 1     |
| Peroša Matej         | 1     |

### Lestvica
Glej Druga_slovenska_nogometna_liga#Lestvica.

### Pokal Hervis
Klub je nastopil v Pokalu Hervis in sicer se je prebil do tretjega kroga tekmovanja.
Tekme:
- Bela krajina - Bonifika Izola 1:2 (19.avgust 2008)
- Adria - Bonifika Izola 1:5 (3. september 2008)
- Bonifika Izola - Interblock 1:2 (17. september 2008) - izpad iz nadaljnjega tekmovanja.